# Svatopluk Potáč
Svatopluk Potáč (24. března 1925 Tupec – 5. září 2014) byl český a československý ekonom, předseda Státní banky československé, v letech 1981–1988 člen Ústředního výboru KSČ, místopředseda vlád ČSSR a poslanec Sněmovny lidu Federálního shromáždění za normalizace.

## Život
Vyučil se elektromechanikem ve firmě Baťa ve Zlíně, kde potom pracoval jako kontrolor. Od roku 1948 byl členem Komunistické strany Československa.
Dlouhodobě zastával vedoucí posty v Státní bance československé (SBČS), v níž začal pracovat již roku 1952. V roce 1951 absolvoval Ústřední dělnickou školu Státní banky československé. Dálkově pak navštěvoval dnešní Vysokou školu ekonomickou v Praze. Od roku 1959 byl členem výboru státní banky. V letech 1964–1969 působil jako náměstek generálního ředitele, v letech 1969–1971 jako generální ředitel a v letech 1971–1981 a opětovně v období let 1988–1989 coby předseda Státní banky československé. Na postu předsedy státní banky prosazoval zdrženlivý přístup ČSSR k čerpání zahraničních úvěrů. Od roku 1981 do roku 1988 působil na postu místopředsedy vlády ČSSR (čtvrtá vláda Lubomíra Štrougala, pátá vláda Lubomíra Štrougala a šestá vláda Lubomíra Štrougala), přičemž ve dvou posledních kabinetech navíc zastával post ministra coby předseda Státní plánovací komise. V roce 1981 byl také XVI. sjezdem KSČ zvolen za člena Ústředního výboru KSČ. Ve funkci ho potvrdil XVII. sjezd KSČ v roce 1986.
V mládí absolvoval Baťovu školu práce. Později se roku 1987 setkal ve Vídni s Tomášem Baťou a zahájil předběžné konzultace ohledně spolupráce znárodněného podniku Svit v Gottwaldově s dědicem jeho bývalého majitele.
Ve volbách roku 1981 zasedl do Sněmovny lidu (volební obvod č. 39 – Strakonice, Jihočeský kraj). Mandát obhájil ve volbách roku 1986 (obvod Strakonice). Ve Federálním shromáždění setrval do ledna 1990, kdy rezignoval na svůj post v rámci procesu kooptací do Federálního shromáždění po sametové revoluci.
Po sametové revoluci se jako poradce Pavla Tykače podílel na kupónové privatizaci a na vzniku finanční skupiny Motoinvest.

## Ocenění
- 1975 Řád práce
- 1985 Řád republiky .[2][5][6][12]